# Instituto Tecnológico de Buenos Aires
El Instituto Tecnológico de Buenos Aires (ITBA) es un instituto universitario privado argentino, ubicado en la Ciudad Autónoma de Buenos Aires. Fue fundado el 20 de noviembre de 1959 -gracias a la Ley 14557- por un grupo de marinos y civiles con el objetivo de dedicarlo específicamente a la enseñanza de la ingeniería, en sus distintas especialidades, y a las ciencias vinculadas con el mar. Se constituyó como una organización sin fines de lucro con un Consejo de Regencia como autoridad máxima. En 1998 recibió el Premio Konex de Platino por su aporte como entidad educacional en la última década en la Argentina. En la actualidad, cuenta con más de 10000 graduados en grado y postgrado.

## Historia
El ITBA inició sus actividades académicas en 1960, bajo la conducción del rector Vicealmirante Carlos A. Garzoni. El mismo año se le concedió la personería jurídica por Decreto N.º 710/60 y se le otorgó el carácter de universidad privada por Decreto N.º 12.742/60. Por Decreto N.º 571/76 se lo eximió de la prueba final de capacidad profesional. Actualmente, se rige por la Ley de Educación Superior N.º 24.521.
En 2014, inauguró su primer Laboratorio de Manufactura Automática de Ingeniería Industrial. En 2015, aprueba el proyecto de Repositorio Institucional con la finalidad de "reunir la producción científico-académica del Instituto, producto de sus actividades de investigación y docencia, a fin de ponerlas a disposición de la comunidad para su uso, tendiendo a aumentar la visibilidad y el impacto de la Institución".
En 2016, inauguró su nueva Sede en el Distrito Tecnológico de la Ciudad de Buenos Aires, en Lavarden 389, Parque Patricios,  donde también funciona el Centro Integrado de Desarrollo en Ingeniería Mecánica (CIDIM) que había sido creado en 2013.

## Carreras de grado
- Licenciatura en Analítica (Data Science)

- Licenciatura en Negocios y Tecnología
- Ingeniería Industrial
- Ingeniería Mecánica
- Ingeniería en Petróleo
- Ingeniería Electónica
- Bioingeniería
- Ingeniería Informática
- Ingeniería Naval
- Ingeniería Química

## Carreras de posgrado

### doctorados
- Doctorado en Ingeniería
- Doctorado en Ingeniería Informática
- Doctorado en Dirección de la Innovación Sistémica

### Maestrías y especializaciones
- Maestría en Fintech
- Maestría en Dirección Estratégica y Tecnológica
- Maestría en Management & Analytics
- Maestría y especialización en Ciencia de Datos
- Maestría en Ciencias de la vida y Tecnología
- Maestría en Policy Analysis
- Maestría en Supply Chain Management
- Maestría en Desarrollo Energético Sustentable
- Maestría en Gestión Ambiental
- Maestría en  Energía y Ambiente ITBA-KIT
- Especialización en Producción de Petróleo y Gas
- Especialización Reservorios No Convencionales (Shale & Tight)